# The Common Cause
The Common Cause er en amerikansk stumfilm fra 1919 af J. Stuart Blackton.

## Medvirkende
- Herbert Rawlinson som Orrin Palmer
- Sylvia Breamer som Helene Palmer
- Huntley Gordo som Edward Wadsworth
- Lawrence Grossmith som Tommy Atkins